# Wang Jong-She
Wang Jong-She (19 de juliol de 1949) és un esportista taiwanès que va competir en judo, guanyador d'una medalla de bronze als Jocs Asiàtics de 1986 en la categoria de –65 kg.

## Palmarès internacional
| Representant a R.P. de la Xina |                       |         |           |
| Jocs Asiàtics                  |                       |         |           |
| Any                            | Lloc                  | Medalla | Categoria |
| 1986                           | Seül ( Corea del Sud) | 3       | –65 kg    |